# Václav Nikodém
Václav Nikodém (16. března 1917 – ???) byl český a československý politik Komunistické strany Československa a poúnorový poslanec Národního shromáždění ČSR.

## Biografie
K roku 1954 se profesně uvádí jako slévač v železnárnách v Králově Dvoře. Byl nositelem vyznamenání Za zásluhy o výstavbu.
XII. sjezd KSČ ho zvolil kandidátem Ústředního výboru Komunistické strany Československa.
Ve volbách roku 1954 byl zvolen do Národního shromáždění za KSČ ve volebním obvodu Praha-venkov. V Národním shromáždění zasedal do konce jeho funkčního období, tedy do voleb v roce 1960.